# Ута-Хиково брадато саки
Ута-Хиковото брадато саки (Chiropotes utahickae) е вид примат от семейство Сакови (Pitheciidae). Видът е застрашен от изчезване.

## Разпространение
Разпространен е в Бразилия.